# Susan Quinn

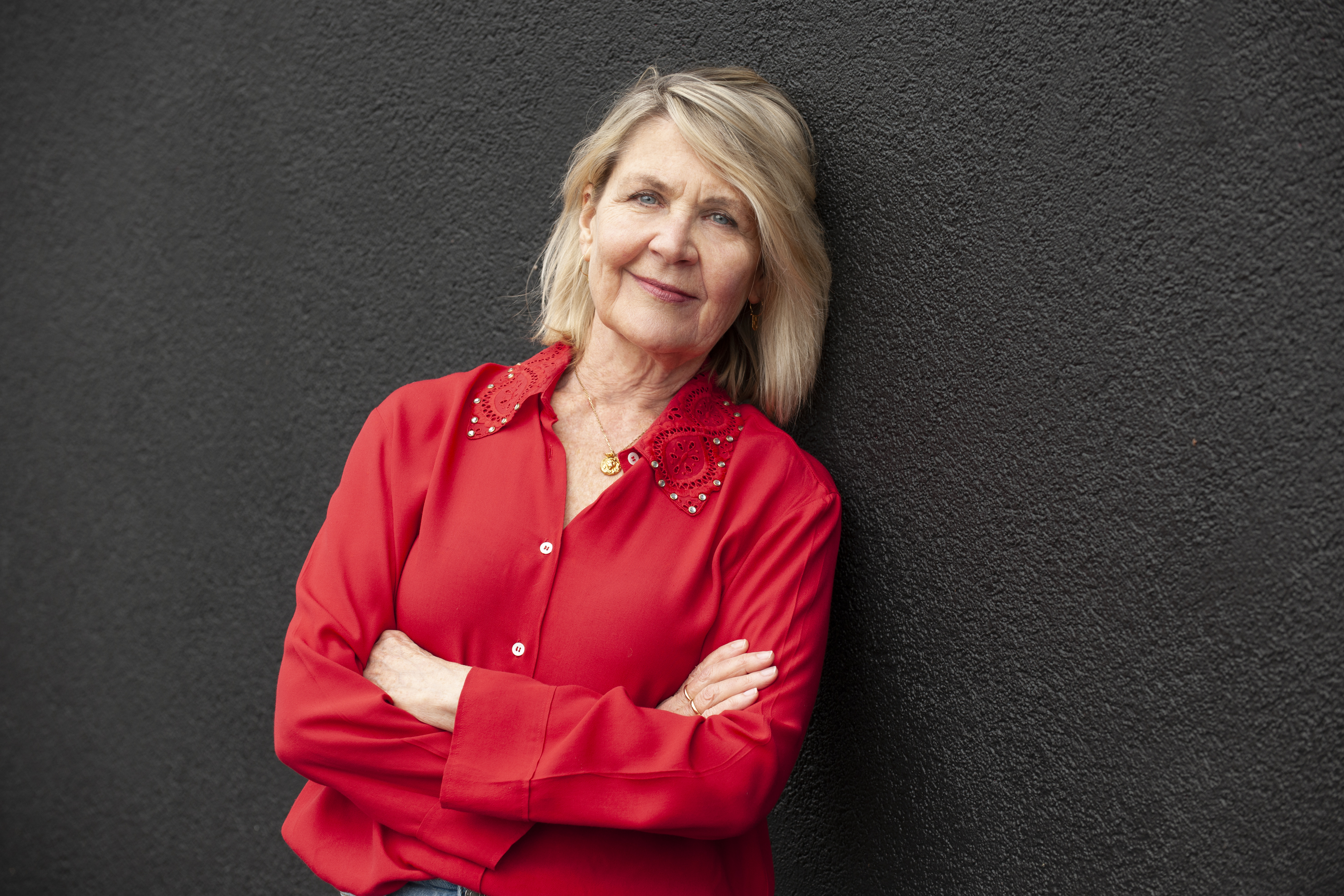
Susan Quinn (2021)

Susan Quinn (* 1953 in Milton, Massachusetts, Vereinigte Staaten) ist Tänzerin, Pädagogin, Dozentin, Gründerin und künstlerische Direktorin der SEAD Salzburg Experimental Academy of Dance, der Salzburger Tanzplattform tanz_house und der international tourenden Company BODHI PROJECT. Sie wurde mit zahlreichen Auszeichnungen für ihre Verdienste gewürdigt.

## Ausbildung und Karriere als Tänzerin
Susan Quinn absolvierte ihre Ausbildung am Purchase-College in Purchase (New York) und an der Tisch School of the Arts in New York City, an der sie 1981 graduierte. Noch im selben Jahr wurde sie in die Ballettkompanie von Merce Cunningham berufen und war dort sieben Jahre lang als Tänzerin tätig. Im Anschluss an ihre Karriere in der Merce Cunningham Dance Company (MCDC) begann Quinn mit unterschiedlichen Choreografen in und außerhalb von New York zu arbeiten und setzte sich in den folgenden zehn Jahren mit Choreografie, Tanztechnik und Komposition auseinander.

## Gründung der Susan Quinn Dance Company
Aus persönlichen Gründen zog Quinn Ende der 1980er Jahre von New York nach Bayern und später nach Salzburg. 1991 gründete sie die Susan Quinn Dance Company und war bis zum Jahr 2006 Choreografin zahlreicher abendfüllender Stücke für diese Company. Als ehemaliges Mitglied der Merce Cunningham Dance Company entwickelte Quinn ihren eigenen Stil.

### Auswahl an Stücken aus dieser Periode
- 1991 "Amelia E", München
- 1992 "Days of the Brave", Gasteig, München
- 1992 "Boulevards", Gasteig, München
- 1992 "Of Cows and other sacred things", Gasteig, München
- 1993 "States of Interrupted Grace", Gasteig, München
- 1993 "Sechelt", Gasteig, München
- 1992 "Du", Salzburg
- 1993 "Mit", Salzburg
- 1994 "Peculiar Inclinations", Salzburg/München
- 1994 "Waagplatz 1", Salzburg
- 1994 "Hollywood Schaukel", Salzburg
- 1994 "The Field -The Moon", München
- 1994 "Planet", Salzburg
- 1995 "CH..ORD", München
- 1996 "Sweet Potatoes", Salzburg
- 1996 "Liquid Breathing", Salzburg
- 1996 "PUR", Salzburg/Wien
- 1996 "What if I Get to Heaven and I Don't Know Anyone There?", SommerSZENE, Salzburg
- 1997 "One Day Flies", Salzburg
- 1997 "Love Radio Reunion", SommerSZENE, Hallein / Klapstuk, Belgium
- 1997 "Living in a neighbourhood", Salzburg
- 1998 "Misericordia", Salzburg
- 1999 "Changing Channels: MA", Salzburg
- 1999 "One Night Stand", SAFE Building, SommerSZENE 99, Salzburg
- 1999 "Shower Singer's Secret", Festival "salzburg:tanz 99", Salzburg
- 2000 „Antelope“, Festival „salzburg:tanz 2000. tanz_house im herbst“ (Nov. 2000), Salzburg
- 2001 "Pigeon", tanz_house festival, SEAD Salzburg
- 2002 "Next step", tanz_house festival, Salzburg
- 2002 "Aria" Festspieleröffnung Salzburg
- 2004 "Featherweight", New Faces New Dances, SZENE Salzburg
- 2005 "Featherweight", New Faces New Dances, SZENE Salzburg
- 2006 "NIX", New Faces New Dances, SZENE Salzburg
- 2007 "New Faces New Dances", SZENE Salzburg

Susan Quinn ist außerdem Gründungsmitglied der Salzburger Tanzplattform tanz_house. Sie initiiert und kuratiert regelmäßig Tanzfestivals und Performanceserien für zeitgenössischen Tanz in Salzburg und setzt sich für die Förderung von Nachwuchskünstlerinnen und -künstler ein.
Zwischen 2001 und 2004 war Susan Quinn Mitglied im Landeskulturbeirat Salzburg.

## Tanzakademie SEAD
Im Jahr 1990 unterrichtete Quinn am Orff Institut der Universität Mozarteum und hielt zudem erste Kurse für die professionelle Salzburger Tanz-Community. Quinn verschrieb sich ihrer pädagogischen Lehrtätigkeit, entwickelte Lehrpläne für zeitgenössischen Tanz, ein Kinderprogramm sowie ein Kursprogramm für Jugendliche und Erwachsene und monatliche Aufführungen für das Salzburger Publikum.
Im Jahr 1993 eröffnete Susan Quinn ein erstes Tanzstudio am Waagplatz und legte damit den Grundstein für SEAD Salzburg Experimental Academy of Dance. Aus einem kleinen Programm für Profitänzerinnen und -tänzer in Salzburg entwickelte sich ein Vollzeit-Trainingsprogramm, aus dem ein Trainingszentrum für zeitgenössische Tänzerinnen und Tänzer und Choreografinnen und Choreografen aus aller Welt entstand. 
Die zunehmende Professionalisierung und Internationalisierung der Akademie und ihr wachsender Zuspruch machte die Übersiedelung in ein größeres Gebäude notwendig. Zur Jahrtausendwende siedelte das SEAD in die Schallmooser Hauptstraße. 
Von 1991 bis 2013 war Susan Quinn außerdem als Dozentin Contemporary Dance und Komposition an der Universität Mozarteum Salzburg tätig.

## Gründung und Leitung BODHI PROJECT
2008 gründete Susan Quinn die Bodhi Project dance company. 2017 wurde das Bodhi Project dem gemeinnützigen Verein blackmountain – Verein zur Förderung zeitgenössischer Tanz- und Performancekunst angeschlossen. Ihren neuen Sitz hat die Company im eigenen Studio the rat – research art tryst. Heute (Stand 2022) ist das Bodhi-Project eine unabhängige Salzburger Repertoirekompanie. Die ausgewählten Tänzerinnen und Tänzer haben für eineinhalb Jahre als Company-Mitglieder die Chance, sich dem Berufsfeld in allen Facetten anzunähern und sich früh einer professionellen Tanzkarriere zu widmen. Regelmäßig arbeiten internationale Choreografinnen und Choreographen mit der Company. Die in Salzburg uraufgeführten Stücke touren international. Die Choreografen werden aufgrund ihrer unterschiedlichen choreografischen Ansätze ausgewählt.

## Gründung „SQfarm. Fallbach Art Research Movement“
2021 gründet Susan Quinn das Kulturzentrum „SQfarm. Fallbach Art Research Movement“, in der Gemeinde Anger im Landkreis Berchtesgadener Land. Damit einher ging das Interesse der aktuellen Betreiber Susan Quinn und dem Landwirt Josef Eckart an einer Revitalisierung. Sie sehen den Hof nicht als abgeschlossene Entität, sondern als Begegnungsort zwischen Tier und Mensch, Mensch und Natur, Natur und zeitgenössische Kunst. Die „SQfarm“ will damit ungewöhnliche künstlerische Strategien und Praxen fördern und dafür ein entsprechendes Umfeld zur Verfügung stellen.

## Auszeichnungen
- 2012: Merce Cunningham Fellowship des Merce Cunningham Trust
- 2016: Internationaler Hauptpreis für Kunst und Kultur durch die Stadt Salzburg[1]

## Belege
1. 1 2  Preisverleihung 2016, Website des Kulturfonds Salzburg, abgerufen am 1. März 2021
2. ↑  History, auf bodhiproject.at, abgerufen am 17. März 2021

| Personendaten    | Personendaten |
| ---------------- | --- |
| NAME             | Quinn, Susan |
| KURZBESCHREIBUNG | US-amerikanische Tänzerin und Choreographin, künstlerische Direktorin der SEAD Salzburg Experimental Academy of Dance |
| GEBURTSDATUM     | 1953 |
| GEBURTSORT       | Milton, Massachusetts, Vereinigte Staaten                                                                             |